# Клон (деревня)
Клон — деревня в Устьянском районе Архангельской области.

## География
Находится в южной части Архангельской области на расстоянии приблизительно 53 км на восток-северо-восток по прямой от административного центра района поселка Октябрьский.

## История
Был отмечен в 1939 году в составе Васильевского сельсовета Устьянского района. До 2022 года деревня входила в Илезское сельское поселение до его упразднения.

## Население
Численность населения: 18 человек (русские 100 %) в 2002 году, 3 в 2010.